# Lluís Juli i Casals
Lluís Juli i Casals (el Masnou, Maresme, 18 de maig de 1872 - Barcelona, 3 de novembre de 1906) fou un advocat i polític republicà.
Fou diputat provincial i candidat de la conjunció de federals i Unió Republicana. Es va presentar a les eleccions pel districte electoral de Mataró. A les eleccions generals espanyoles de 1905 es va presentar amb el Partit Republicà Democràtic Federal i va quedar segon del districte amb 2.034 vots (31,8% dels vots), després de Trinitat Rius i Torres de la Lliga Regionalista.
Al Masnou fou president honorari del Centre de la Unió Republicana del Masnou, inaugurat el 5 d'agost de 1906, i hi feu diversos mítings.
Va morir el 3 de novembre de 1906, l'enterrament tingué lloc el dia 4 a Barcelona i es convertí en un tumult i un escàndol. Havia de ser un enterrament religiós per disposició de la vídua, Maria Pagès i Bosch, però un grup de dos cents lerrouxians comandats pel mateix Alejandro Lerroux volgueren impedir la realització de l'acte religiós: n'expulsaren els capellans i clergues i la vídua amb empentes i insults, assaltaren el cotxe mortuori per treure'n la creu i aconseguiren fer-se amb el cadàver.